# Praalgraf van Willem Joseph van Ghent

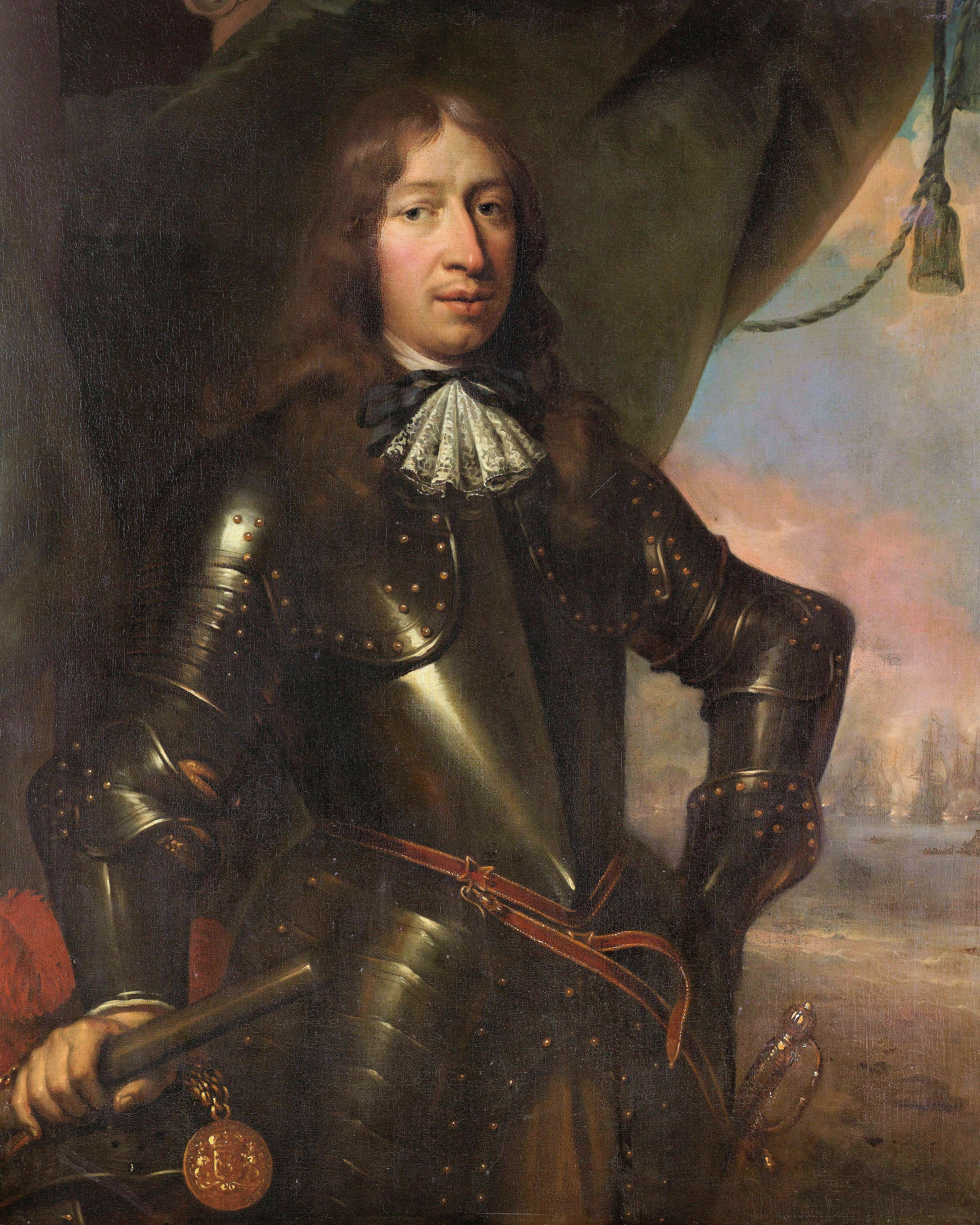
Portret van Van Ghent, toegeschreven aan Jan de Baen.

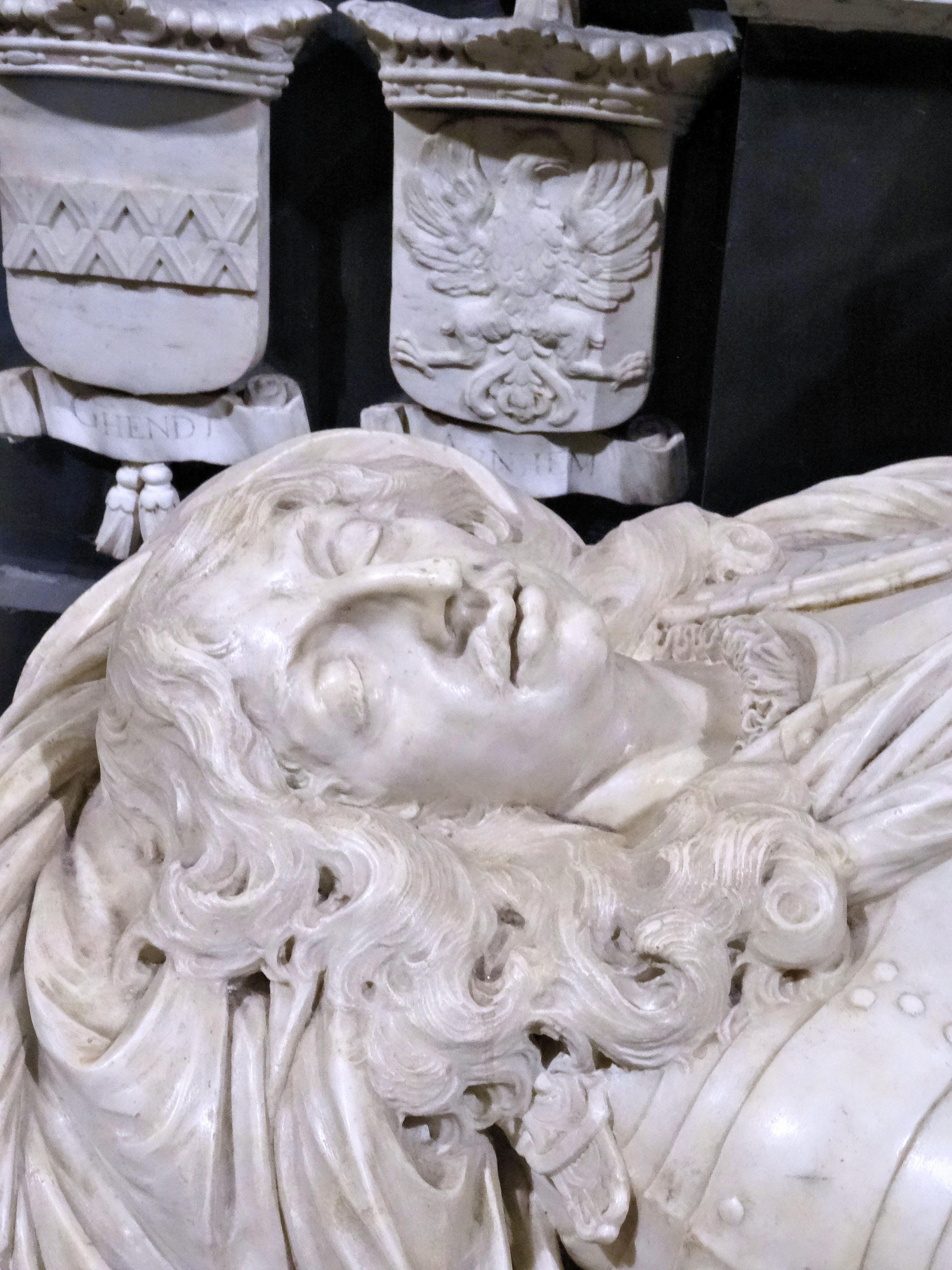
Van Ghent liggend op de tombe. Aan de achterkant van het hoofdkussen staat de signatuur van Verhulst.

Het praalgraf van Willem Joseph van Ghent is een Nederlands, 17e-eeuws grafmonument in de Dom van Utrecht.

## Achtergrond
Willem Joseph baron van Ghent tot Drakenburgh (1626-1672) was een Gelderse edelman. Van Ghent was dankzij familie van moederskant al jong aan de Utrechtse Dom verbonden; hij werd in 1639 kanunnik in het Domkappitel en later Domheer. In 1642 werd hij, als opvolger van zijn oom Willem, proost van Elst. Vanaf 1645 had hij een loopbaan bij het Staatse leger, in de jaren vijftig maakte hij de overstap naar de Staatse vloot. Tijdens de Tweede en Derde Engels-Nederlandse Oorlog voer hij op diverse schepen, maakte enkele zeeslagen mee en nam als luitenant-admiraal van Holland en West-Friesland deel aan de Tocht naar Chatham (1667). In 1672 kocht hij het kasteel Drakenburgh, waardoor hij zich baron van Drakenburgh kon noemen. Van Ghent sneuvelde later dat jaar in de Slag bij Solebay. Zijn lichaam werd overgebracht naar De Nederlanden en daar gebalsemd. Hij zou na aankomst zijn begraven in Utrecht of Arnhem, daarover is geen duidelijkheid. Pas in 1680 werd zijn lichaam bijgezet in het praalgraf.
Ontwerp
Opdrachtgever was de Admiraliteit van Amsterdam, die op last van de Staten van Holland de kosten van het grafmonument droeg. Voor het ontwerp werd de uit Mechelen afkomstige beeldhouwer Rombout Verhulst ingeschakeld, die vanaf 1664 in Den Haag werkte. Verhulst ontwierp een grafmonument bestaande uit een losse tombe, met daarop de  overledene in slapende houding (gisant), voor een gelede achterwand met afhangende tropeeën. Het geheel vertoont in opzet overeenkomsten met het praalgraf voor Maarten Harpertszoon Tromp in de Oude Kerk te Delft (voltooid 1656), dat vermoedelijk werd ontworpen door Jacob van Campen en waarvan het beeldhouwwerk werd uitgevoerd door Verhulst. Voor de beeltenis van Van Ghent maakte Verhulst waarschijnlijk gebruik van naar het leven geschilderde of getekende portretten. Hij maakte een gevoelig doodsportret, waarvan een studie in terracotta is te zien in het Rijksmuseum Amsterdam (in bruikleen van het Mauritshuis).
Verhulst kon niet direct met de uitvoering van het monument in de Domkerk aan de slag, omdat de stad van juni 1672 tot november 1673 was bezet door Franse troepen. Bij een storm op 1 augustus 1674 stortte bovendien het middenschip in en werden kerk en toren gescheiden. De keuze voor de locatie van het grafmonument in het koor hangt mogelijk samen met het feit dat de kerk nog grotendeels in puin lag. 

## Beschrijving en iconografie
Het praalgraf is uitgevoerd in zwart marmer en voorzien van beeldhouwwerk in wit marmer. Het bestaat uit twee delen: een losstaande tombe, met daarachter een rijk versierde, gelede achterwand.

### Tombe
Op de tombe ligt het marmeren beeld van Van Ghent. Hij is door Verhulst in vol ornaat afgebeeld, met pruik en gekleed in harnas, liggend op een met doeken omwikkeld stromatras. Zijn linkerhand ligt op de buik en omvat het gevest van een degen, in de rechterhand, die langs het lichaam ligt, houdt hij een commandostaf. Het hoofd rust op een kussen met kwastjes op de hoeken. Het kussen is aan de achterkant gesigneerd. "R. Verhulst fecit 1676". Aan de voorzijde van de tombe is in reliëf een zeeslag afgebeeld, deze voorstelling wordt zwart omlijst. Mogelijk gaat het hier om de slag bij Solebay.

### Achterwand
De achterwand bestaat uit een hoog opgaand, geleed vlak, dat symmetrisch is opgebouwd en opgetrokken in het zwart. Aan weerszijden zijn wit-marmeren, afhangende tropeeën geplaatst met harnassen en wapentuig, in de kantstukken omhuld met eikenloof. In het risalerend middendeel is binnen een rechthoekige bladkrans het grafschrift te lezen, met aan de bovenzijde de ouroboros, een slang die in zijn eigen staart bijt, als symbool voor het eeuwig leven. Aan de onderzijde van het grafschrift, even boven het lichaam van Van Ghent, is diens wapen geplaatst, met als schildhouders leeuwen die op ankers staan. Daaronder aan beide zijden van de achterwand -en deels aan het zicht onttrokken door de tombe- de acht kwartierwapens van Van Ghent: Van Ghent, Arnhem, Stepraedt, Bemmel, Van Ghent, Wagtendonk, Van Raesfelt, Merode van Schlossberg.
Grafschrift
De Latijnse inscriptie verhaalt van de heldendaden van Van Ghent ter land en ter zee, waaronder diens tocht naar Chatham ("de vermaarde Tocht op de Teems"), en van diens roemruchte familieleden Maarten van Rossum en zijn ooms Walraven en Otto van Ghent. De inscriptie was oorspronkelijk verguld. De tekst start met de letters D.O.M. (vert. de allerhoogste God gewijd) en luidt verder in een laat-17e-eeuwse vertaling als volgt:
Hier legt Willem Joseph, baron van Gendt, gesprooten uit een zeer edel en oud Geslacht in Gelderland, Admiraal van het Ed. Mog. Collegie ter Admiraliteit tot Amsterdam, Hoofd van d'Eerste Bende Marijnen, een voorbeeld van de erfdeugd zijner Voorouderen, onder de welken hy geteld heeft Marten van Rossem, dien Oorlogsbliksem, mitsgaders Walraven en Otho, Baronnen van Gendt, zijn Oomen, naamen vermaard in den oorlog tegens drie Philippen : een Man dapper, voorzichtig, onoverwinnelijk; der Vyanden schrik en vrees te water en te land; doorluchtig deur geheel Europa door de vermaarde Tocht op de Teems; de rechte klip der Zeeroovers, welken, de zee voor de Batavieren onveilig maakende, hy verstrooid, genomen en verbrand heeft. Deze dapperen Held, na zulke groote dingen manhaftig en getrouwelijk uitgevoerd te hebben, op den 7. Juny des jaars 1672 in den Slag tegen d'Engelse en Fransche Vlooten met een kanonkogel doodgeschooten zijnde, heeft zijn kloekmoedige ziel aan God zijn Schepper wedergegeeven. Vaart wel, Reiziger.
d'Edele Mogende Heeren van het doorluchtige Collegie ter Admiraliteit tot Amsterdam hebben dit Gedenkteken tot zijner eer en gedachtenis doen stellen.
Bekroning
Op de licht overstekende bekroning staat te midden van vaandels en vlaggen een obelisk als teken van macht, standvastigheid en deugd. Op ongeveer twee derde van de zwarte, toetsstenen zuil is een scheepskroon geplaatst. Aan weerszijden van de obelisk staan gevleugelde, naakte jongensfiguren, die samen een lint en daarmee een cartouche op de zuil omhooghouden met het opschrift "QUO FAS ET FATA VOCARUNT" (vert.: Waar recht of nood hem riep). Zij leunen met hun andere hand op het Generaliteitswapen en het wapen Van Oranje-Nassau. Aan de voet van de obelisk zijn twee dolfijnen geplaatst, mogelijk een verwijzing naar de Dolfijn, het vlaggenschip van Van Ghent. Aan de linkerzijde van de bekroning staat een helm met open vizier, aan de rechterzijde een met korenaren gekroond doodshoofd.

## Galerij

Prent uit Bizot: Medalische historie der republyk van Holland, 1690.
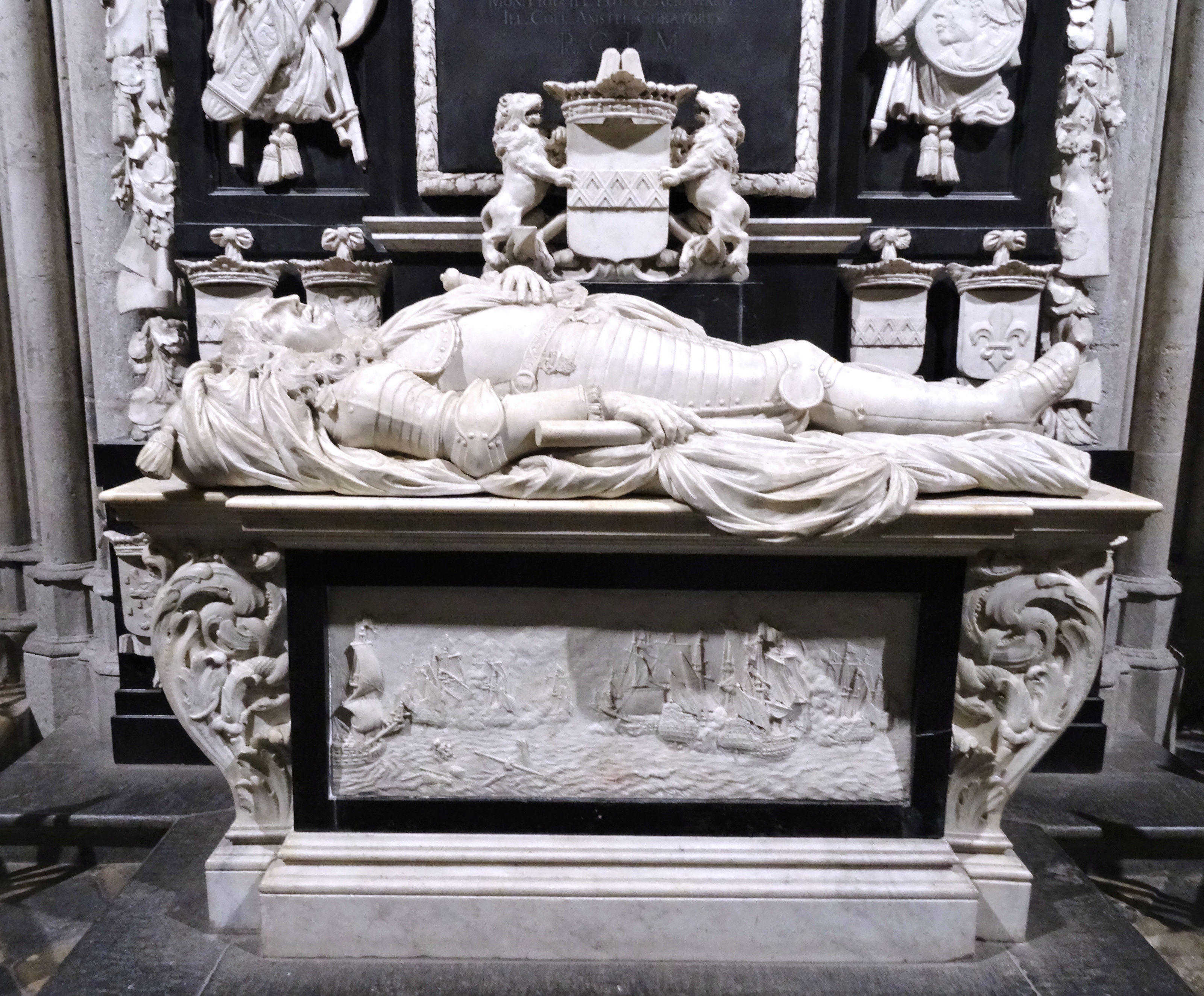
De tombe
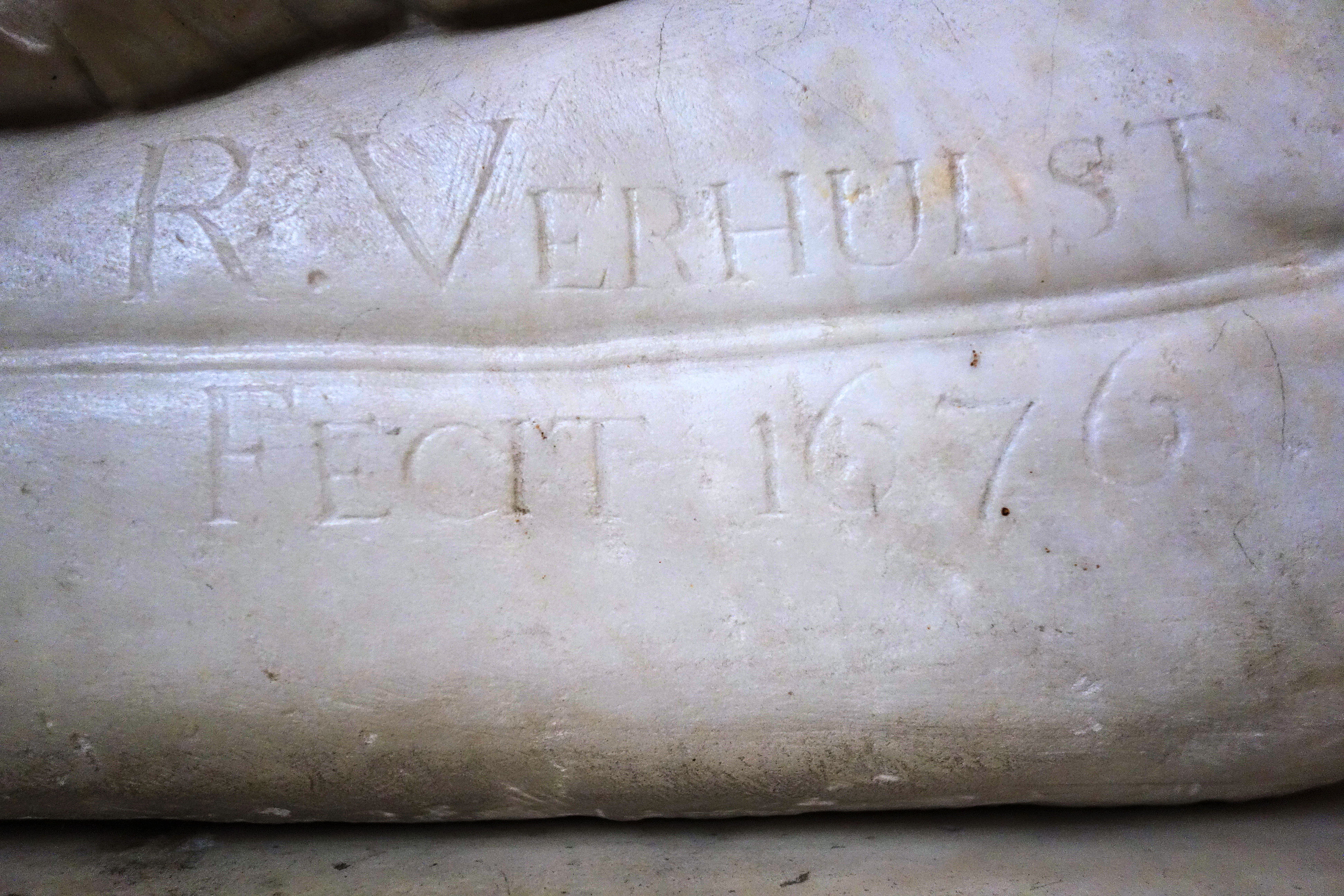
Signatuur van Verhulst
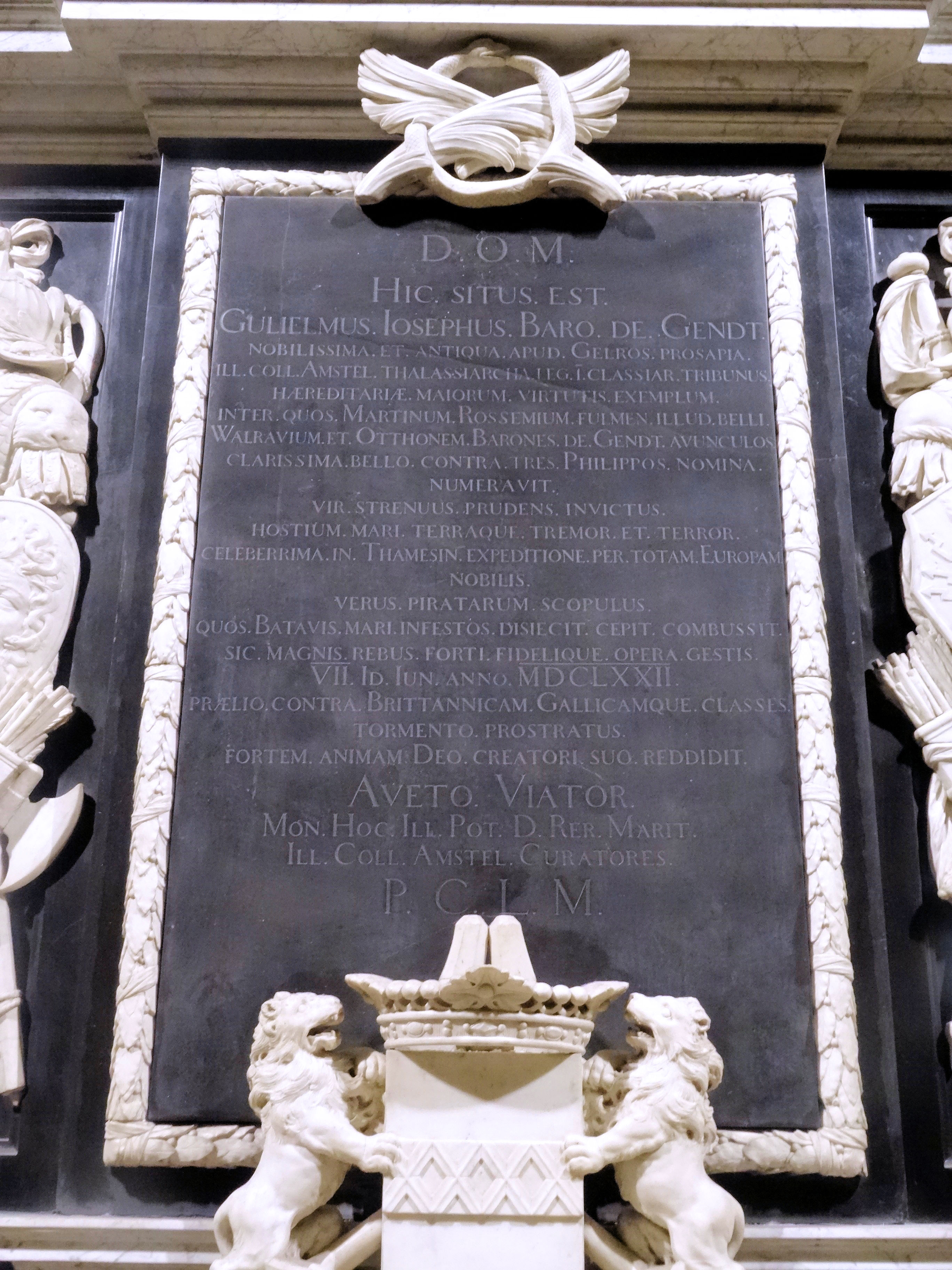
Het grafschrift
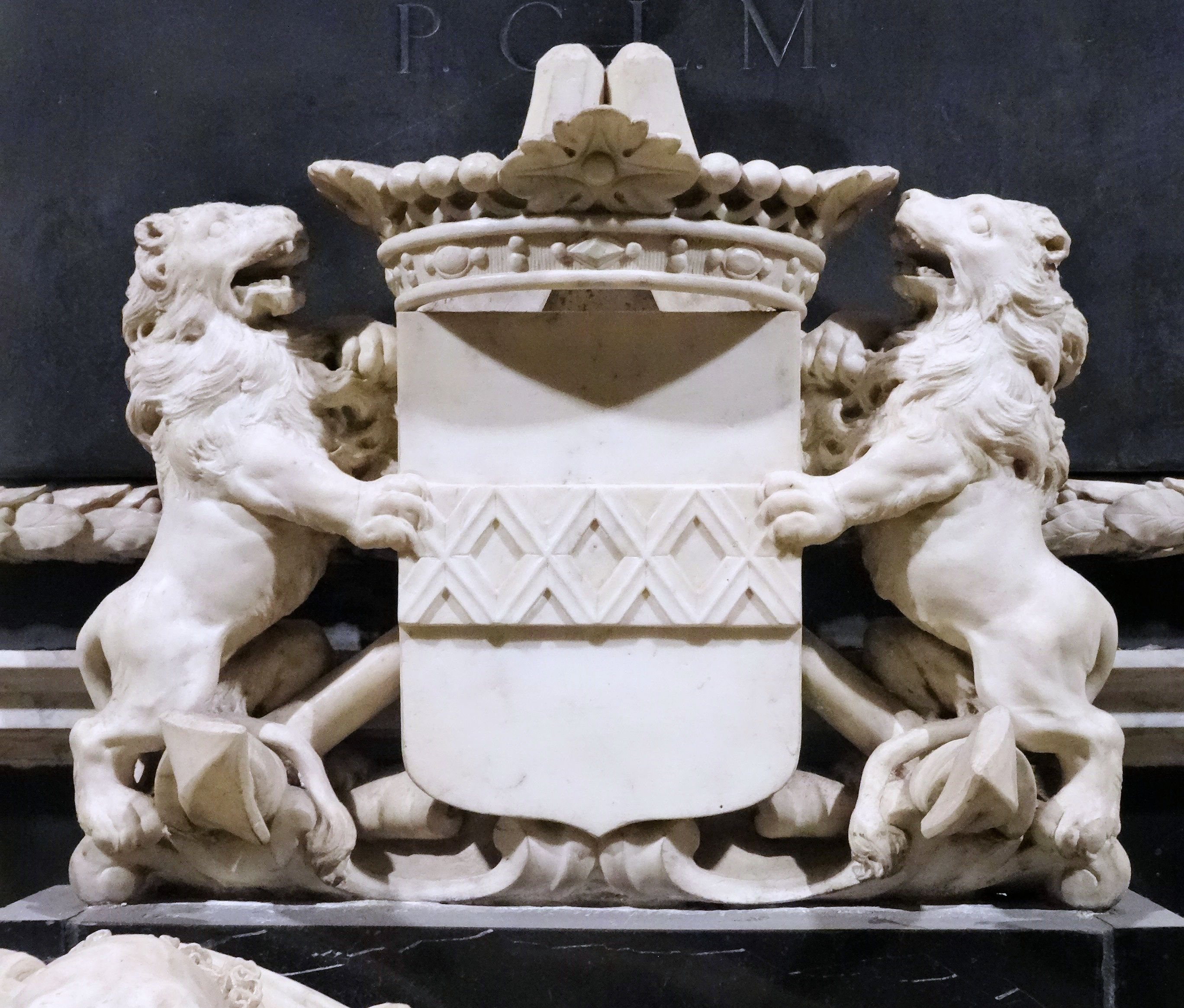
Het wapen van Van Ghent
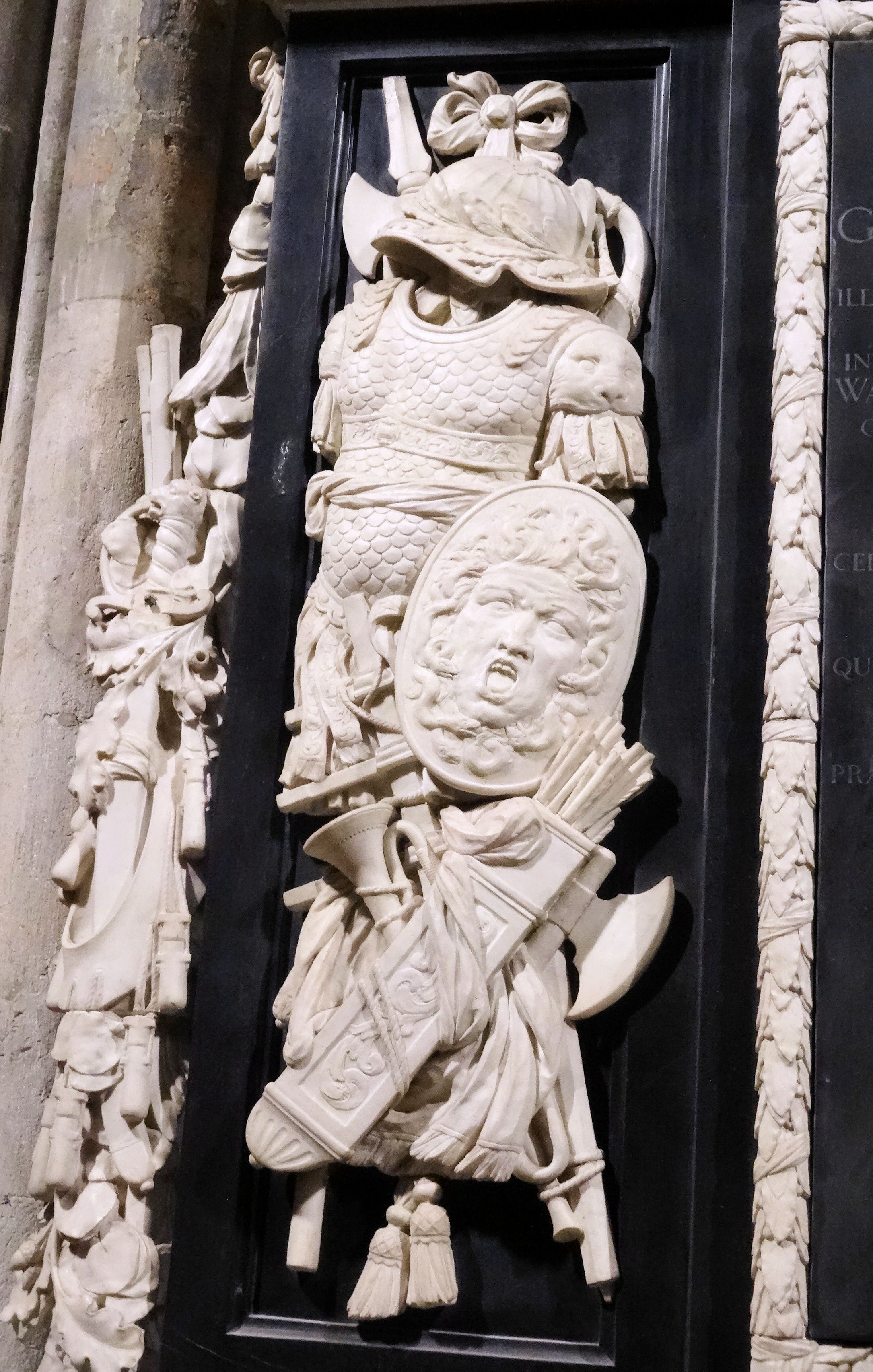
Een van de tropeeën
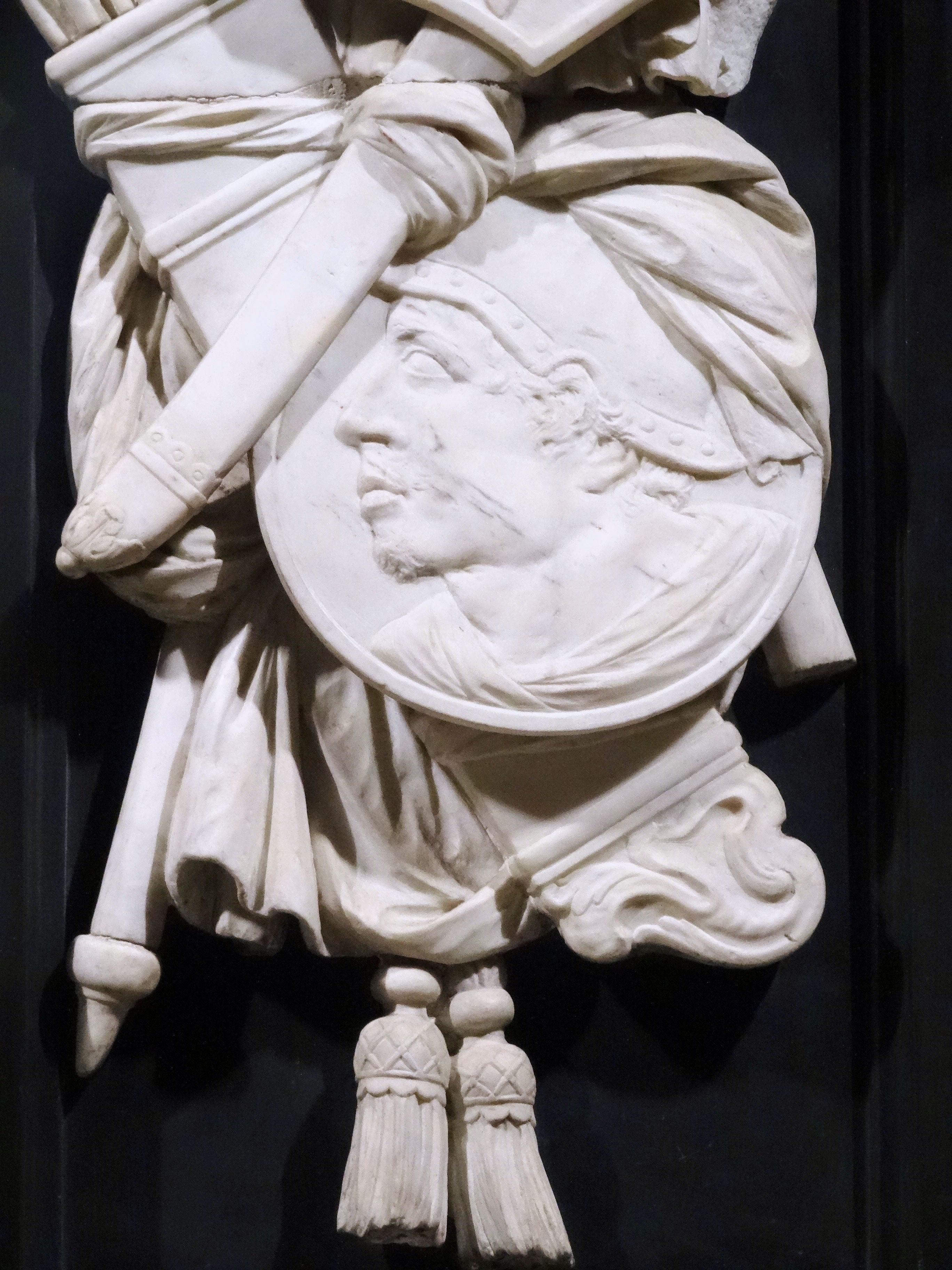
Detail van een tropee
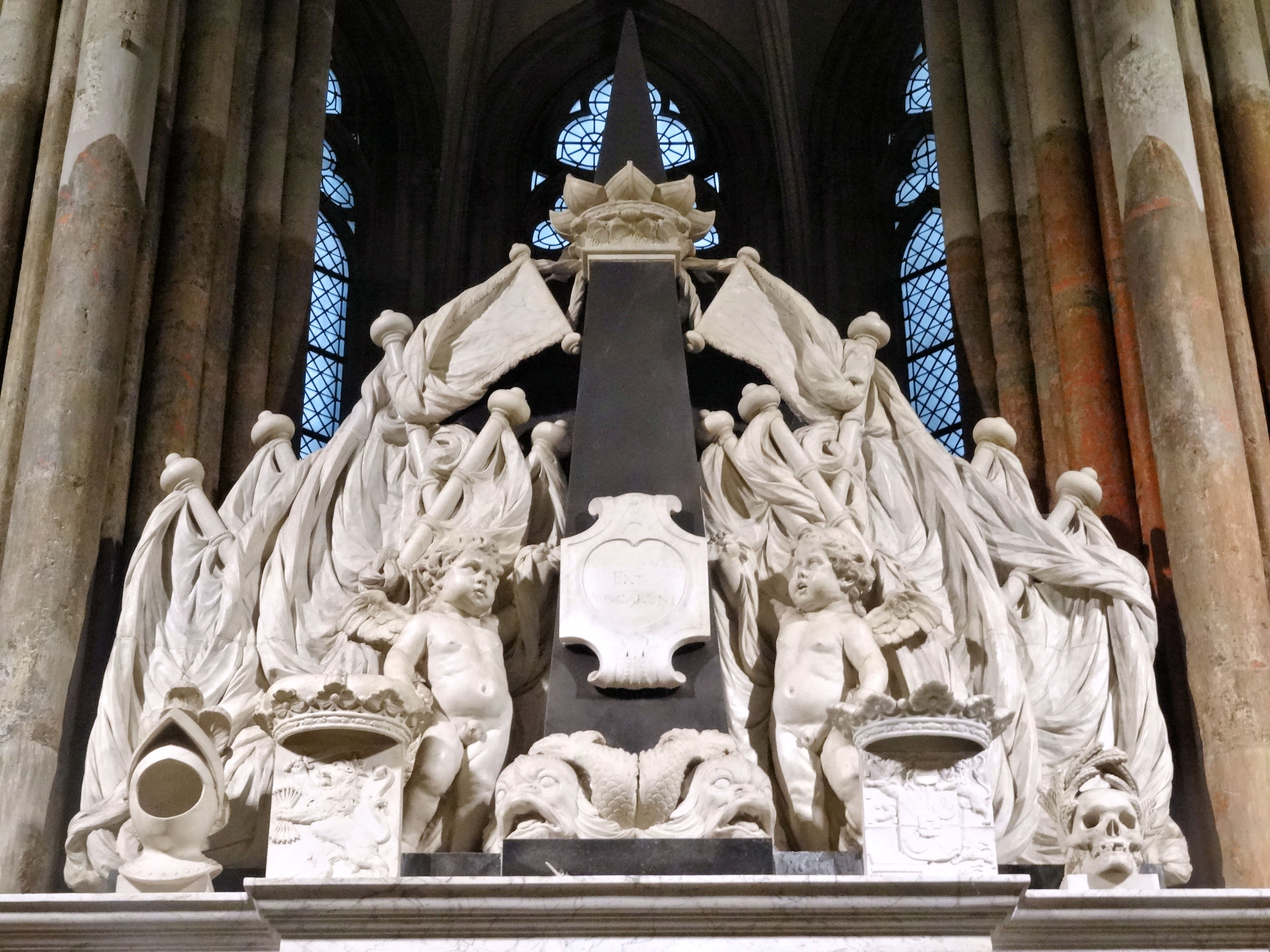
Bekroning van de achterwand
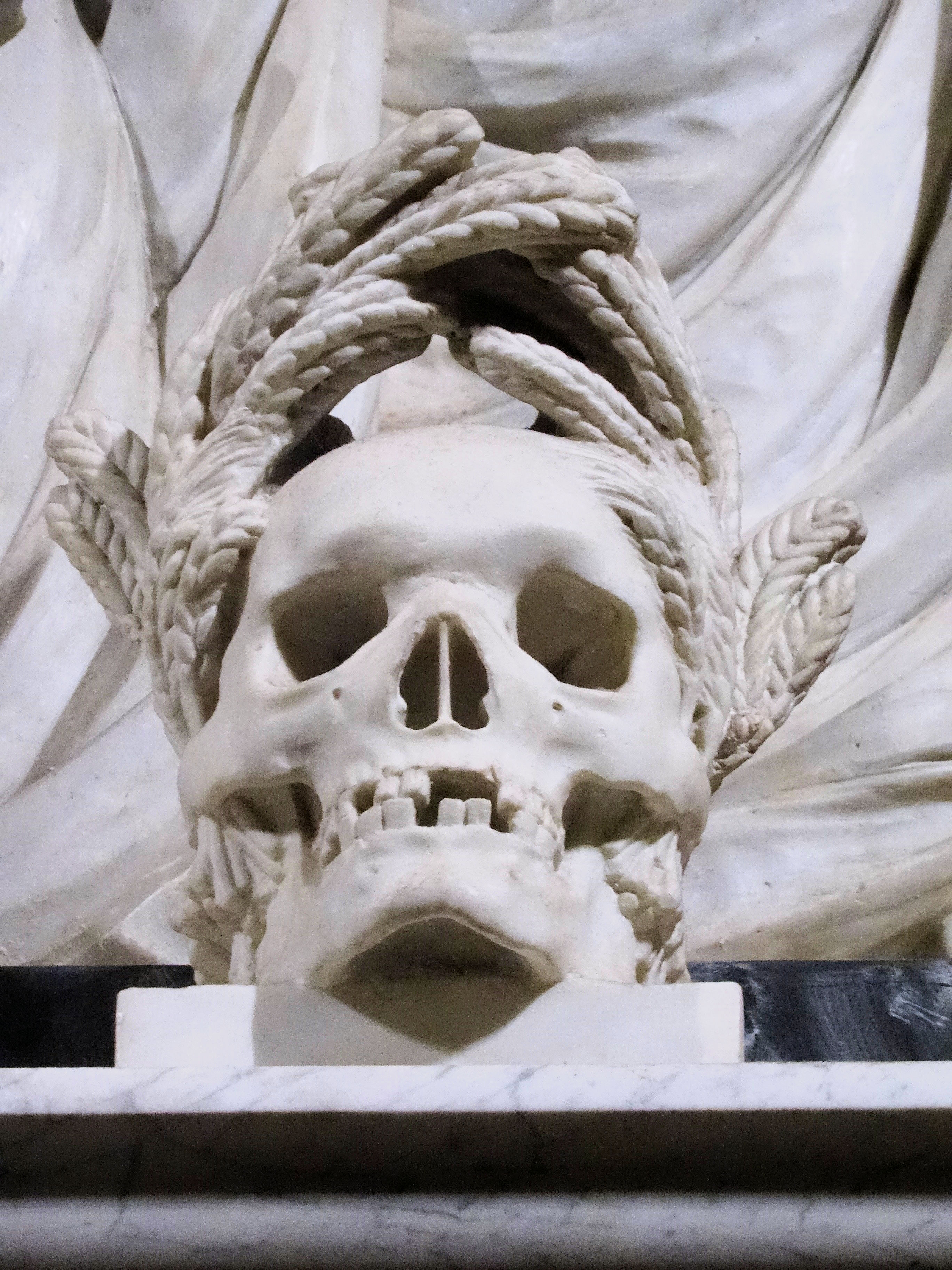
Doodshoofd op de bekroning